# Camptotheca
Camptotheca Decne. è un genere di piante della famiglia Nyssaceae.

## Tassonomia
Il genere comprende due specie:
- Camptotheca acuminata Decne.
- Camptotheca lowreyana S.Y.Li